# Саат кула (Струга)
Саат кула (на македонска литературна норма: Саат-кула) е бивша часовниковата кула в град Струга, Република Македония.

## История
Кулата е изградена, когато градът е в рамките на Османската империя, но няма запазени данни за точното време и на изграждането и на резрушаването. Била е разположена на десния бряг на Църн Дрим, близо до Мустафа Челеби джамия и днешния безистен. Долната част на сградата е била каменна, а горната от хоризонтално поставени греди. Размерите и са били 4 m X 4 m, а височината 6 m. Разрушена е през зимата на 1944 – 1945 година.